# Skye Trail
Le Skye trail est un sentier de randonnée du Royaume-Uni situé en Écosse, sur l'île de Skye. Il se divise en sept étapes totalisant 128 kilomètres,.

## Itinéraire
Le Skye Trail traverse l'île de Skye du nord au sud en longeant sa côte orientale sur 128 kilomètres et sans marquage,.
Il débute au niveau du Rubha Hunish, le cap septentrional de l'île. Suivant la côte sur quelques kilomètres, il la quitte au niveau du village de Floddigary en direction du Quiraing qu'il traverse. Il gagne ensuite la ligne de crête du Trotternish, le massif formant une péninsule de l'île ; il passe ainsi successivement par plusieurs sommets, constituant le tronçon la plus montagneuse du sentier : Bioda Buidhe, Beinn Edra, Creag a' Lain, Hartaval et The Storr, point culminant sur l'itinéraire avec 718 mètres d'altitude. De là, le sentier redescend sur la côte par le Old Man of Storr. En balcon au-dessus de l'océan, il passe par le Sithean a' Bhealaich Chumhaing et arrive à Portree, plus grande ville de l'île. Poursuivant vers le sud le long de l'océan, il arrive au fond du Loch Sligachan et emprunte le Glen Sligachan entre le Cuillin à l'ouest et le massif du Blà Bheinn à l'est pour déboucher sur la péninsule de Strathaird qu'il contourne par le sud via le village d'Elgol. Longeant les côtes du Loch Slapin et arrivant au Loch Eishort, il remonte jusqu'à Broadford, arrivé du sentier dans le sud de l'île.